# Put It in a Love Song
Put It in a Love Song è un singolo della cantante statunitense  Alicia Keys cantato in duetto con Beyoncé Knowles pubblicato nel 2009 dalla J Records in CD ed mp3, quarto estratto dall'album The Element of Freedom.

## Descrizione
In un'intervista, Alicia Keys ha dichiarato a proposito del brano e della sua collaborazione con Beyoncé: «Ci siamo divertite molto. È bello poter festeggiare reciprocamente le nostre carriere, che è tra l'altro l'argomento della canzone, ossia riuscire a renderci consapevoli l'un l'altra. Siamo diventate davvero ottime amiche. Era come una festa in sala registrazione, in cui l'energia era altissima e la chimica genuina.»
Negli Stati Uniti il singolo è stato trasmesso radiofonicamente il 19 gennaio 2010, dove è stato distribuito in formato digitale il 19 gennaio 2010 Mainstream e Rhythmic
In Italia è uscito il 25 maggio 2010 e nel Regno Unito il 12 giugno.

## Tracce
Testi e musiche di Alicia Keys e  Swizz Beatz.
1. Alicia Keys – Put It in a Love Song (feat. Beyoncé) – 3:16

## Classifiche
Il singolo ha fatto la sua prima comparsa nella classifica ufficiale canadese il 20 febbraio 2010 alla posizione 74.
| Classifica (2010)                    | Posizione massima |
| ------------------------------------ | ----------------- |
| Australia                            | 18                |
| Canada                               | 71                |
| Irlanda                              | 26                |
| Nuova Zelanda                        | 24                |
| U.S. Billboard Hot R&B/Hip-Hop Songs | 60                |